# Stützpunkt Zeppelin

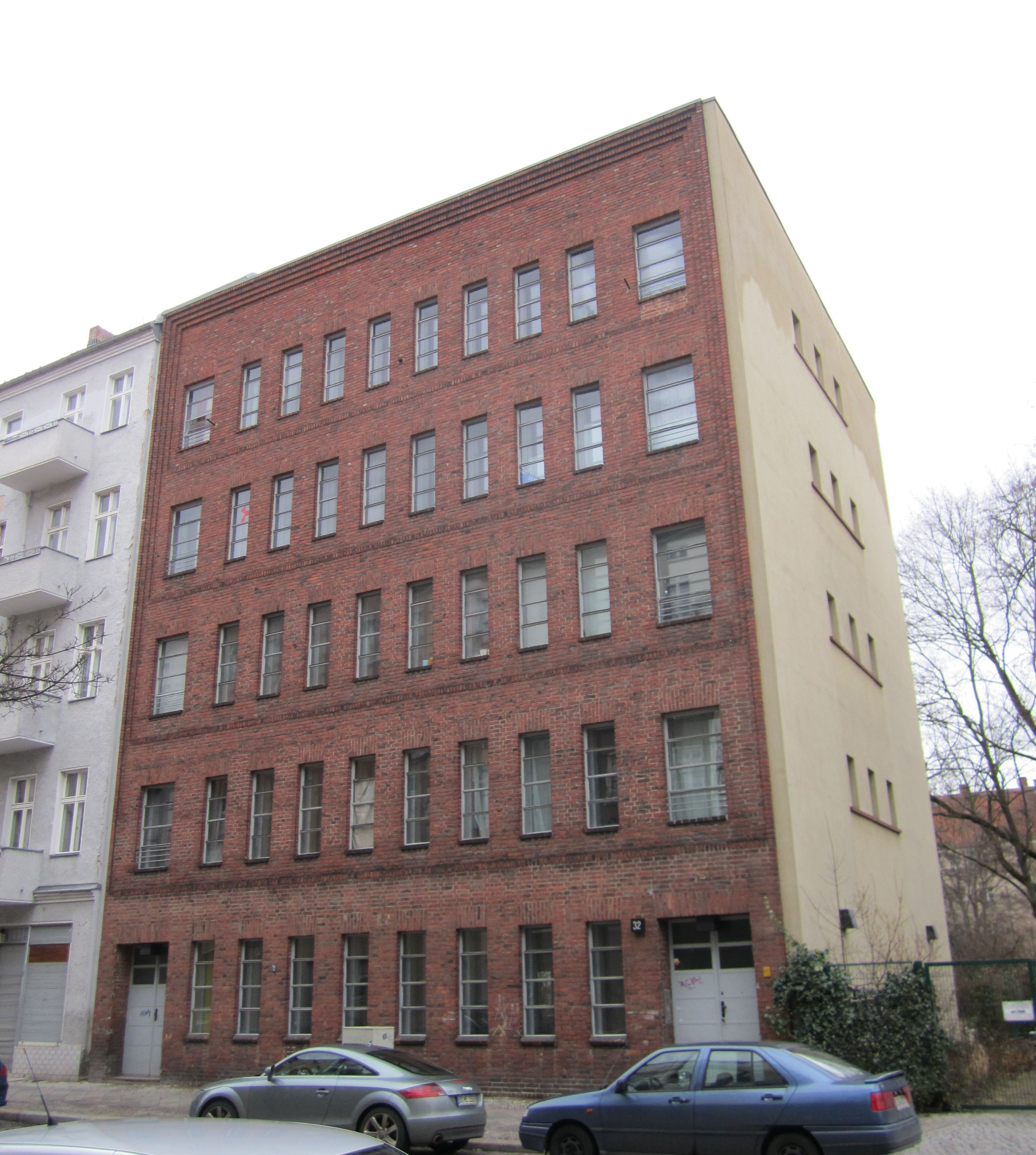
Stützpunkt Zeppelin

Der denkmalgeschützte Stützpunkt Zeppelin ist eine ehemalige Stromverteilerstation im Stadtteil Wedding der deutschen Hauptstadt Berlin. Sie wurde 1928 im Auftrag der Bewag nach Entwürfen des Architekten Hans Heinrich Müller in der Brüsseler Straße 32 errichtet.
Müller schuf ein Gebäude, dessen Fassade sich mit gleichmäßigen Fensterreihen in den von Mietshäusern geprägten Kontext der Brüsseler Straße einordnet. Der Stahlskelettbau ist mit roten Klinkern verkleidet.
Nach Stilllegung 1984 wurde das Gebäude in den Jahren 1999–2001 nach Plänen der Architektin Petra Kahlfeldt zu einem Wohn- und Ateliergebäude umgebaut. Bei der Wärmedämmung wurde Rücksicht auf den Denkmalschutz genommen.